# ザ・コインロッカーズ
ザ・コインロッカーズ（THE COINLOCKERS）は、日本にかつて存在したガールズバンドアイドルである。秋元康のプロデュースにより2018年12月23日に結成し、2021年12月23日に解散した。略称はコイロカ、TCL。

## 概要
2018年12月23日、グループ結成。
バンド名は「コインロッカーには、大切なものを預けたり、取り出したり、そして着替えたり、何かもうひとつの自分になれるキッカケになるもの── きっとそこには、彼女たちの夢が詰まっているのではないか」という意味を込め秋元が命名した。
秋元は、オーディションにあたり「可愛いとか、スタイルがいいとかだけじゃなく、個性溢れる女の子が集まって欲しい。楽器が弾けなくたって構わない。これから練習すればいいのだ。何か、熱くなることを求めている人を待っている」とのメッセージを寄せた。
結成当初メンバーはギター、ベース、ドラム、キーボード、ボーカルというパートに分かれて在籍し、楽曲によって選抜メンバーが選出されていた。2019年12月23日に行われたワンマンライブを機に、メンバーは13名での活動へとリニューアルし、ガールズバンドアイドルへとグループコンセプトを刷新した。
2021年12月23日をもって活動を終了し、解散した。

## 年譜

### 2018年
- 12月23日、ザ・コインロッカーズ結成[1]。プロジェクト名発表。バンドメンバー決定。

### 2019年
- 3月23日、「ザ・コインロッカーズ×TV Bros.プロジェクト」開始。
- 4月9日、初の冠番組である『ロッカーに何、入れる?』が放送開始[9]。
- 4月30日、SHOWROOMイベント「バンド選抜ってなんなん？」開始。
- 5月18日、「Rakuten GirlsAward 2019 SPRING/SUMMER」出演。
- 5月27日、全国5都市150公演ツアー「SHOWCASE LIVE」スタート。
- 6月7日、デビューシングル「憂鬱な空が好きなんだ」MV、カップリング「月はどこに行った？」MV公開。
- 6月15日、タワーレコード渋谷店 CUTUP STUDIOにて1stシングル発売記念イベント開催。
- 6月19日、デビューシングル「憂鬱な空が好きなんだ」発売。デビューシングルカップリング「桜なんか嫌いだ」MV公開。
- 7月6日、『THE MUSIC DAY 2019～時代～』（日本テレビ）出演。
- 7月10日、「吉本新喜劇ィズ〜これは吉本新喜劇ィズというバンドの音楽ライブです・対バン編〜」出演。
- 7月13日、『音楽の日』（TBS）出演。
- 7月27日、『シブヤノオト』（NHK総合）出演。
- 7月28日、「コイロカFES 2019　～ロッカーに夏、入れる？～」開催。
- 8月5日、「夏休み！ゲストマシマシスペシャル」、「夏休み！学生フリーパスキャンペーン」開始。楽曲とメンバーをくじ引きで決めるシャッフルコーナーを開催。
- 8月23日、植木美心脱退。
- 8月25日、「マイナビ 未確認フェスティバル2019」出演。
- 8月26日、1周年記念ライブのタイトル名「ザ・コインロッカーズ 1st Anniversary LIVE@Zepp Tokyo」を発表。
- 9月14日、個人SNS（Twitter・Instagram）開設。
- 9月15日・16日、「KOYABU SONIC 2019」出演。
- 9月27日、「OTODAMA SEA STUDIO」出演。
- 9月28日、早坂つむぎ活動一時休止（学業の都合）。
- 10月5日、2nd season突入。色別の暫定6バンドによる初ライブ。観客による投票を開始。
- 10月14日、「FM802 30PARTY MINAMI WHEEL 2019」出演。
- 10月18日、松本璃奈キャプテン就任。
- 10月19日、法政大学「Hosei Autumn Music'19」出演。
- 10月20日、「LAGUNA MUSIC FES. 2019 Autumn Special」出演。
- 10月28日、「SOGOPR.20191028」出演。
- 10月30日、「ASO-BA-NIGHT HALLOWEEN 2019」出演。
- 11月1日、早坂つむぎ活動復帰。
- 11月2日、文教大学「第35回聳塔祭」出演。
- 11月3日、「かなざわストリート万博2019タテマチ「北陸の歌姫みぃ～つけた！」～ 2019 Autumn 4th PIXIE LADY ～」出演。
- 11月24日、「1st Anniversary LIVE@Zepp Tokyo 前夜祭」開催。全国ライブハウスツアー152公演完走。
- 12月7日、『MUSIC FAIR』（フジテレビ）出演。
- 12月17日、プロジェクトの大幅リニューアルを発表[10]。
- 12月23日、「1st Anniversary LIVE@Zepp Tokyo」開催。
- 12月29日、メンバーのうち25人が脱退[11]。

### 2020年
- 1月19日、「ALPEX FESTIVAL2019 FINAL」出演。
- 2月12日、「コピバンの泉 vol.7」出演。
- 2月19日、「今夜、四谷の地下室で」出演。
- 3月21日、360°ライブ配信「青春LOCKER2020～Vol.0～」開催。
- 5月27日、2ndシングル「僕はしあわせなのか？」発売。
- 5月30日・31日、「青春LOCKER2020 〜コイロカお家フェス〜」開催。
- 7月19日、「JAPAN EXPO MALAYSIA 2020 GOES VIRTUAL」出演。
- 7月31日、3rdシングル「夢がない僕が夢をみたんだ」を配信限定で発売。
- 8月28日、「TikTokアルバム「群青ミラージュ」配信リリース記念TikTokライブ」開催。
- 8月30日、360°ライブ配信「青春LOCKER2020～真夏の千本ノック～」開催。
- 9月18日、TikTokアルバム『群青ミラージュ』を配信限定で発売。
- 10月9日、4thシングル「仮病」を配信限定で発売。
- 10月14日、デジタルシングル「仮病」配信リリース記念「仮病LIVE」開催。
- 10月17日、FC限定ライブ「コイロカ ザ・ファンラ2020」開催。
- 12月11日、YouTube番組『ロッカーに何、入れる?』が終了。
- 12月26日、結成2周年記念ライブ配信「青春LOCKER2020～2nd Anniversary～」 開催。

### 2021年
- 1月9日～3月28日の毎週末、「1stアルバム「青春とバンドは、楽しくてメンドクサイ」発売記念オンラインスペシャルライブ」開催。
- 3月24日、1stアルバム「青春とバンドは、楽しくてメンドクサイ」発売。
- 4月24日、1stアルバム「青春とバンドは、楽しくてメンドクサイ」発売記念としてライブ「会わせてくれないか？」、「タワレコでやらせてくれないか？」開催。
- 4月29日、「SHOW-YA PRODUCE『NAONのYAON 2021』」出演。
- 6月11日、「青春LOCKER2021～青春とバンドは、楽しくてメンドクサイ～」開催、成澤愛実・宇都宮未来・Яuuはこのライブをもって卒業[12]。
- 7月3日、「超NATSUZOME2021」や「LIVEHOLIC 6th Anniversary series～BUZZ HOUR～」出演。
- 7月31日、5thシングル「アイスちょうだい」を配信限定で発売。
- 8月27日、「@JAM EXPO 2020-2021」出演。
- 9月4日、「USEN STUDIO COAST presents「BIT CONNECTION FES ver.0.0」出演。
- 9月13日、「We Live As One 2021　- fleuraison -　Special 3man Live 」出演。
- 10月1日、「TIF2021出演」予定だったが、台風の影響により中止。
- 10月16日、ニッパツ三ツ沢球技場で開催される、「2021明治安田生命Ｊ1リーグ第32節 横浜FC vs 徳島ヴォルティス」にてライブパフォーマンス出演。
- 11月5日、本年12月23日をもって活動を終了し、解散することを発表した[6]。
- 11月7日、「MAWA LOOP TOKYO 2021」出演。
- 11月16日、「Girl''s UP!!! vol.316」出演。
- 12月8日、1stミニアルバム「ステージ」発売。
- 12月22日、Zepp Haneda(TOKYO) にて「3周年！夢は弾いてかなえる！」ラストライブ開催。
- 12月23日、結成3周年をもって、活動を終了、解散。

## メンバー

### メンバー一覧

#### 解散時のメンバー
解散時のメンバーは10名である。プロフィールは以下の通り。
| SHOWROOM No. | ニックネーム             | 氏名        | よみ            | 生年月日               | 出身地                | 身長  | 演奏パート | 演奏パート | 演奏パート | 演奏パート | 演奏パート | 備考 |
| SHOWROOM No. | ニックネーム             | 氏名        | よみ            | 生年月日               | 出身地                | 身長  | ギター     | ベース     | ドラム     | キーボード | ボーカル   | 備考 |
| ------------ | ------------------------ | ----------- | --------------- | ---------------------- | --------------------- | ----- | ---------- | ---------- | ---------- | ---------- | ---------- | ---- |
| 63           | ふみちゃん               | 船井 美玖   | フナイ ミク     | 2001年4月27日（24歳）  | 広島県                | 160cm |            |            |            |            | ○          |      |
| 258          | もか                     | 有働 優菜   | ウドウ ユウナ   | 2001年9月17日（23歳）  | 神奈川県              | 160cm |            |            |            | ○          |            |      |
| 294          | きのこ                   | 田村 愛美鈴 | タムラ アミリ   | 2000年7月5日（24歳）   | 埼玉県                | 156cm |            |            |            | ○          | ○          |      |
| 840          | 甘楽                     | 後藤 理花   | ゴトウ リカ     | 2001年11月28日（23歳） | 静岡県                | 155cm |            |            |            | ○          |            |      |
| 1009         | Ｑちゃん                 | 絹本 夏海   | キヌモト ナツミ | 1999年5月15日（26歳）  | 東京都                | 160cm | ○          |            |            |            | ○          |      |
| 1011         | TABA TABAちゃん たばたば | 森ふた葉    | モリ フタバ     | 2002年12月24日（22歳） | 兵庫県                | 161cm |            |            | ○          |            |            |      |
| 1015         | らりん                   | 下島 輝星   | シモジマ キララ | 2001年8月11日（23歳）  | 栃木県                | 163cm | ○          |            |            |            |            |      |
| 1057         | ツナ子                   | 松本 璃奈   | マツモト リナ   | 2001年2月2日（24歳）   | 三重県                | 157cm |            | ○          | ○          |            | ○          |      |
| 1066         | トロロ                   | HANNA       | ハンナ          | 2000年9月4日（24歳）   | 兵庫県                | 159cm | ○          |            |            |            |            |      |
| 1118         | シングちゃん             | Emily       | エミリ          | 2005年5月12日（20歳）  | イタリア フィレンツェ | 164cm | ○          |            |            |            | ○          |      |

#### 過去に在籍していたメンバー
| SHOWROOM No. | ニックネーム    | 氏名                | よみ                | 生年月日               | 出身地   | 身長  | 最終在籍日     | 演奏パート | 演奏パート | 演奏パート | 演奏パート | 演奏パート | 備考 |
| SHOWROOM No. | ニックネーム    | 氏名                | よみ                | 生年月日               | 出身地   | 身長  | 最終在籍日     | ギター     | ベース     | ドラム     | キーボード | ボーカル   | 備考 |
| ------------ | --------------- | ------------------- | ------------------- | ---------------------- | -------- | ----- | -------------- | ---------- | ---------- | ---------- | ---------- | ---------- | ---- |
| 33           | ましまろ        | 髙橋 美紗稀         | タカハシ ミサキ     | 2000年9月9日（24歳）   | 岩手県   | 165cm | 2019年12月29日 | ○          |            |            |            | ○          |      |
| 34           | サヨン          | カヨン              | カヨン              | 2000年1月31日（25歳）  | 神奈川県 | 161cm | 2019年12月29日 | ○          |            |            |            | ○          |      |
| 40           | シオちゃん      | 早坂 つむぎ         | ハヤサカ ツムギ     | 2001年5月12日（24歳）  | 山形県   | 163cm | 2019年12月29日 |            | ○          |            |            |            |      |
| 86           | はむ            | 髙橋 菜月           | タカハシ ナツキ     | 2002年9月21日（22歳）  | 大分県   | 154cm | 2019年12月29日 | ○          |            |            |            | ○          |      |
| 155          | かりんと        | 福田 瑠佳           | フクダ ルカ         | 2002年1月16日（23歳）  | 大阪府   | 162cm | 2019年12月29日 | ○          |            |            |            | ○          |      |
| 202          | ふにちゃん      | 鏡味 のぞみ         | カガミ ノゾミ       | 2001年11月18日（23歳） | 愛知県   | 153cm | 2019年12月29日 |            | ○          |            |            |            |      |
| 225          | れお            | 山本 朱莉           | ヤマモト ジュリ     | 2002年1月25日（23歳）  | 愛知県   | 158cm | 2019年12月29日 | ○          |            |            |            | ○          |      |
| 251          | わらび          | 成澤 愛実           | ナルサワ マナミ     | 2000年6月13日（25歳）  | 長野県   | 155cm | 2021年6月11日  |            |            | ○          |            |            |      |
| 277          | しゅー          | 中島 すみれ         | ナカジマ スミレ     | 2000年9月25日（24歳）  | 千葉県   | 160cm | 2019年12月29日 |            | ○          |            |            |            |      |
| 289          | パクチー        | 山岸 詩             | ヤマギシ ウタ       | 2000年1月4日（25歳）   | 東京都   | 150cm | 2019年12月29日 |            | ○          |            |            |            |      |
| 412          | ビビ            | 染谷 悠美           | ソメヤ ユウビ       | 2005年10月19日（19歳） | 千葉県   | 145cm | 2020年1月19日  |            |            | ○          |            |            |      |
| 443          | ピーちゃん      | 泉 真凜             | イズミ マリン       | 2004年12月28日（20歳） | 茨城県   | 152cm | 2020年1月19日  | ○          |            |            | ○          |            |      |
| 498          | かたつむり      | 立花 明音           | タチバナ アカネ     | 2003年12月25日（21歳） | 埼玉県   | 154cm | 2019年12月29日 |            |            | ○          | ○          |            |      |
| 575          | Leo(れお)       | 寺田 もも           | テラダ モモ         | 2000年8月21日（24歳）  | 群馬県   | 167cm | 2019年12月29日 |            | ○          |            |            |            |      |
| 576          | いちご          | 山本 愛華           | ヤマモト アイカ     | 1999年10月18日（25歳） | 香川県   | 157cm | 2019年12月29日 |            |            | ○          |            |            |      |
| 633          | はる            | 長妻 美玖           | ナガツマ ミク       | 1999年11月1日（25歳）  | 大阪府   | 161cm | 2019年12月29日 | ○          |            |            |            | ○          |      |
| 705          | もっさん もさお | 橋本 朋夏           | ハシモト トモカ     | 2000年8月16日（24歳）  | 福岡県   | 158cm | 2019年12月29日 | ○          |            |            |            |            |      |
| 839          | はっさくちゃん  | 植木 美心           | ウエキ ミウ         | 2001年11月19日（23歳） | 広島県   | 157cm | 2019年8月23日  | ○          |            |            |            | ○          |      |
| 1016         | といろ          | 宇都宮 未来         | ウツノミヤ ミライ   | 2003年7月14日（21歳）  | 兵庫県   | 153cm | 2021年6月11日  |            |            |            |            | ○          |      |
| 1029         | 始発            | 𠮷田 桃             | ヨシダ モモ         | 2001年2月15日（24歳）  | 京都府   | 170cm | 2019年12月29日 | ○          | ○          |            |            |            |      |
| 1031         | みるくちゃん    | YURI                | ユリ                | 1999年5月11日（26歳）  | 神奈川県 | 155cm | 2019年12月29日 |            | ○          |            |            |            |      |
| 1043         | つき            | 竹内 月音           | タケウチ ツキネ     | 2003年11月19日（21歳） | 石川県   | 151cm | 2019年12月29日 | ○          |            |            |            | ○          |      |
| 1049         | ののののの      | 手塚 愛乃           | テヅカ アヤノ       | 2000年8月31日（24歳）  | 埼玉県   | 158cm | 2019年12月29日 | ○          |            |            |            | ○          |      |
| 1052         | いずみちゃん    | 野原 衣純           | ノハラ イズミ       | 2000年5月26日（25歳）  | 神奈川県 | 158cm | 2019年12月29日 | ○          |            |            |            | ○          |      |
| 1067         | ゆに            | 菅野 伊吹           | カンノ イブキ       | 2002年12月4日（22歳）  | 宮城県   | 165cm | 2019年12月29日 |            |            |            |            | ○          |      |
| 1072         | ルウちゃん      | Яuu                 | ルー                | 2000年9月27日（24歳）  | 滋賀県   | 167cm | 2021年6月11日  |            | ○          |            |            |            |      |
| 1080         | 山田ちゃん      | ゴリヤノバ ズラータ | ゴリヤノバ ズラータ | 1999年5月26日（26歳）  | 東京都   | 176cm | 2019年12月29日 |            |            |            | ○          | ○          |      |
| 1093         | ちょこ          | 戸谷 奈桜実         | トヤ ナオミ         | 2000年1月29日（25歳）  | 長野県   | 159cm | 2019年12月29日 | ○          |            | ○          |            |            |      |
| 1096         | ゆっきー        | 中村 雪音           | ナカムラ ユキネ     | 2004年12月19日（20歳） | 神奈川県 | 159cm | 2020年1月19日  |            |            |            |            | ○          |      |

### キャプテン
- 松本璃奈(2019年10月18日 - 2021年7月29日)
  - 『アイスちょうだい』リリースに伴いキャプテン制度廃止。

### チーム分け

#### 1st Single
- 憂鬱な空が好きなんだ 【選抜】
  - 松本璃奈(Vo)、森ふた葉(Dr)、鏡味のぞみ(Ba)、手塚愛乃(Eg,Cho)、HANNA(Eg)、絹本夏海(Eg)、Emily(Ag)、有働優菜(Key)、田村愛美鈴(Key)[14]
- 桜なんか嫌いだ　【SHOWROOM選抜】
  - 植木美心(Vo)、福田瑠佳(Eg)、カヨン(Eg)、髙橋美紗稀(Ag)、早坂つむぎ(Ba)、後藤理花(Key)、泉真凜(Key)
- 歌いたくて歌いたくて 
  - 宇都宮未来(Vo)、山本朱莉(Vo)、野原衣純(Eg)、下島輝星(Eg)、橋本朋夏(Ag)、Яuu(Ba)、成澤愛実(Dr)
- 月はどこに行った? 
  - 船井美玖(Vo)、中村雪音(Cho)、𠮷田桃(Eg)、戸谷奈桜実(Ag,Cho)、YURI(Ba)、中島すみれ(Ba)、山本愛華(Dr)、ゴリヤノバ・ズラータ(Key)[15]
- 最後の蝉 
  - 竹内月音(Vo)、菅野伊吹(Vo)、長妻美玖(Eg)、髙橋菜月(Ag)、寺田もも(Ba)、山岸詩(Ba)、染谷悠美(Dr)、立花明音(Dr)

#### 2nd season
- 赤チーム
  - Vo：宇都宮未来　Eg：HANNA Ag：髙橋美紗稀　Ba：鏡味のぞみ　Dr：立花明音　Key：後藤理花
- 青チーム
  - Vo：竹内月音　Eg：長妻美玖　Ag：橋本朋夏　Ba：YURI・寺田もも　Dr：染谷悠美　Key：泉真凜
- 黄チーム
  - Vo：山本朱莉　Eg：カヨン・野原衣純　Ag：戸谷奈桜実　Ba：早坂つむぎ　Dr：山本愛華　Key：田村愛美鈴
- 緑チーム
  - Vo：船井美玖　Eg：𠮷田桃・絹本夏海　Ag：Emily　Ba：山岸詩　Dr：松本璃奈
- 紫チーム
  - Vo：菅野伊吹　Eg：手塚愛乃・髙橋菜月　Ba：中島すみれ　Dr：森ふた葉　Key：ゴリヤノバ・ズラータ
- オレンジチーム
  - Vo：中村雪音　Eg：下島輝星・福田瑠佳　Ba：Яuu Dr：成澤愛実　Key：有働優菜

## 作品

### シングル
|   | リリース日    | タイトル             | 最高位 | レーベル                       | 規格品番     | 形態（販売形態）               | 出典   |
| - | ------------- | -------------------- | ------ | ------------------------------ | ------------ | ------------------------------ | ------ |
| 1 | 2019年6月19日 | 憂鬱な空が好きなんだ | 16位   | ワーナーミュージック・ジャパン | WPCL-13042   | 通常盤（CD）                   | [ 16 ] |
| 1 | 2019年6月19日 | 憂鬱な空が好きなんだ | 16位   | ワーナーミュージック・ジャパン | WPZL-31605/6 | 初回限定盤A（CD+DVD）          | [ 16 ] |
| 1 | 2019年6月19日 | 憂鬱な空が好きなんだ | 16位   | ワーナーミュージック・ジャパン | WPZL-31607/8 | 初回限定盤B（CD+DVD）          | [ 16 ] |
| 2 | 2020年5月27日 | 僕はしあわせなのか?  | 8位    | ワーナーミュージック・ジャパン | WPCL-13195   | 通常盤（CD）                   | [ 17 ] |
| 2 | 2020年5月27日 | 僕はしあわせなのか?  | 8位    | ワーナーミュージック・ジャパン | WPZL-31738/9 | 初回限定盤A（CD+DVD）          | [ 17 ] |
| 2 | 2020年5月27日 | 僕はしあわせなのか?  | 8位    | ワーナーミュージック・ジャパン | WPCL-13196   | 初回限定盤B（CD+フォトブック） | [ 17 ] |

### 配信限定シングル
|   | リリース日     | タイトル                 | レーベル                       | 出典   |
| - | -------------- | ------------------------ | ------------------------------ | ------ |
| 3 | 2020年7月31日  | 夢がない僕が夢をみたんだ | ワーナーミュージック・ジャパン | [ 18 ] |
| 4 | 2020年10月9日  | 仮病                     | ワーナーミュージック・ジャパン | [ 19 ] |
| 5 | 2021年7月30日  | アイスちょうだい         | ワーナーミュージック・ジャパン | [ 20 ] |
| 6 | 2021年11月19日 | 君推し!                  | ワーナーミュージック・ジャパン |        |

### アルバム
|   | リリース日    | タイトル                             | レーベル                       | 規格品番     | 形態（販売形態）                  | 出典   |
| - | ------------- | ------------------------------------ | ------------------------------ | ------------ | --------------------------------- | ------ |
| 1 | 2021年3月24日 | 青春とバンドは、楽しくてメンドクサイ | ワーナーミュージック・ジャパン | WPCL-13278   | 通常盤（CD）                      | [ 21 ] |
| 1 | 2021年3月24日 | 青春とバンドは、楽しくてメンドクサイ | ワーナーミュージック・ジャパン | WPZL-31813/4 | 初回限定盤（CD+DVD+フォトブック） | [ 21 ] |

### 配信限定アルバム
|   | リリース日             | タイトル                          | レーベル                       | 出典   |
| - | ---------------------- | --------------------------------- | ------------------------------ | ------ |
| 1 | 2020年7月31日－8月14日 | TikTokアルバム 「群青ミラージュ」 | ワーナーミュージック・ジャパン | [ 21 ] |

### ミニアルバム
|   | リリース日    | タイトル | レーベル                       | 規格品番     | 形態（販売形態）                | 出典   |
| - | ------------- | -------- | ------------------------------ | ------------ | ------------------------------- | ------ |
| 1 | 2021年12月8日 | ステージ | ワーナーミュージック・ジャパン | WPCL-13341   | 通常盤（CD）                    | [ 22 ] |
| 1 | 2021年12月8日 | ステージ | ワーナーミュージック・ジャパン | WPCL-31916/7 | 初回限定盤(CD+DVD+フォトブック) | [ 22 ] |

## タイアップ一覧
| 使用年 | 曲名                 | タイアップ                                                           | 収録作品                            | 出典   |
| ------ | -------------------- | -------------------------------------------------------------------- | ----------------------------------- | ------ |
| 2019年 | 憂鬱な空が好きなんだ | 日本テレビ系土曜ドラマ『俺のスカート、どこ行った?』主題歌            | 1stシングル「憂鬱な空が好きなんだ」 | [ 23 ] |
| 2020年 | 仮病                 | MBS・TBS系ドラマイズム『荒ぶる季節の乙女どもよ。』エンディングテーマ | デジタルシングル「仮病」            | [ 24 ] |

## 出演

### テレビ
- ロッカーに何、入れる?（2019年4月9日 - 2020年3月31日、TOKYO MX）[25]

### ウェブ配信
- ロッカーに何、入れる?（2020年5月 - 12月、GYAO!・公式Youtube）上記後継配信番組

## オーディション

### 秋元康ガールズバンドプロジェクトオーディション（1期生募集）
「夢は弾いてかなえろ！」のキーワードのもと、2018年9月から同年12月までオーディションが実施され、バンドメンバー41名が選出された。
オーディションにあたり、ライブハウスや音楽スタジオの掲示板でよく見かけるようなバンドメンバー募集のチラシ風ポスターが原宿駅に掲出され、一部ネットユーザーの間で物議を醸した。論争の的となったのは「IT社長と結婚したい人！」、「有名人と熱愛したい人！」という文言であり「男性から評価や見初められることのみが女性の成功や夢だとでも思ってるのか」、「完全に女をバカにしてる」との批判がある一方で「男のバンドマン募集に『女にモテたい奴集まれ』と言っても誰も文句言わんだろう」、「いろんな動機がある中の一部にそういうのがあってもおかしくない」と擁護する意見も見られた。

### ザ・コインロッカーズ 新メンバー緊急オーディション（2期生募集）
受付期間は2019年10月8日 - 11月10日であり、同年12月23日にお披露目の予定だったが、大幅リニューアルにより合格者はなしとなった。